# Atlas (kartografija)
Átlas je knjiga, v kateri so zbrani zemljevidi. Prikazuje države, pokrajine, gorovja, mesta, reke itd. na nekem območju. Iz kartografije se je naziv atlas prenesel tudi na druga področja, kjer atlas pomeni zbirko slik (na primer anatomski atlas, astronomski atlas, zvezdni atlas, atlas Vesolja ipd.).

## Etimologija izraza
Izraz atlas je v geografijo vpeljal Gerardus Mercator v 16. stoletju, ko je svojo knjigo zemljevidov poimenoval »Atlas sive Cosmographicae Meditationes de Fabrica Mundi et Fabricati Figura«. Sprva so predvidevali, da je Mercator knjigo imenoval po bajeslovnem titanu Atlasu, šele v 90-ih letih 20. stoletja pa so ugotovili, da jo je poimenoval po istoimenskem mavretanskem kralju.